# Raceland Krško
Raceland Krško je kompleks karting steze in poligona varne vožnje odprt v letu 2006, ki je v lasti podjetja Pagrat. Nahaja se v Vrbini v občini Krško.

## Dirkališče
Leta 2006 sta ga dala zgraditi Tomo in Domen Staut, lastnika podjetja Pargat, ki sta pred tem že zgradila mobikrog. Dirkališče se nahaja v neposredni bližini jedrske elektrarne Krško.

## Podatki o stezi
- površina boxov: 5500 m²
- dolžina: 1050 metrov
- širina: od 8 do 9 metrov
- število ovinkov: 16 (9 levih in 7 desnih)
- skupna površina: 6,5 ha
- nagib zavojev: ca 2 %
- prečni nagib:2-4,5 %
- št. levih zavojev: 9
- št. desnih zavojev: 7
- telemetrija: registracija časa na treh mestih z magnetnimi vložki